# Pstroček dvoulistý
Pstroček dvoulistý (Maianthemum bifolium, syn.: Convallaria bifolia L.) je druh jednoděložné rostliny z čeledi chřestovité (Asparagaceae). Některé starší taxonomické systémy ji řadily do čeledi listnatcovité (Ruscaceae), konvalinkovité (Covallariaceae) nebo liliovité v širším pojetí (Liliaceae s.l.).

## Popis
Jedná se o asi 5–25 cm vysokou vytrvalou rostlinu s podzemním oddenkem,. Klasické listy jsou jen 2, jsou střídavé, krátce řapíkaté, čepele jsou vejčité, vynikle žinaté, asi 4–6 cm dlouhé a asi 3–5 cm široké. Na bázi stonku jsou ještě 2 šupinovité listy. Květy jsou v květenství, kterým je vrcholový hrozen. Hrozen je asi 3–5 cm dlouhý a obsahuje asi 10–25 květů, květy jsou uspořádány do přeslenů po 2–3 a jsou na článkovaných stopkách. Květy jsou vonné, okvětní lístky jsou 4 (2+2), hvězdovitě rozestálé, bílé, asi 2–3 mm dlouhé. Tyčinky jsou 4 (2+2), gyneceum je srostlé ze 2 plodolistů. Plodem je červená, jednosemenná bobule, asi 0,5 cm v průměru.

## Rozšíření ve světě
Pstroček dvoulistý roste ve velké části Evropy, chybí hlavně na jihu a jihozápadě. Dále se vyskytuje v Asii, hlavně na Sibiři a na Dálném východě. Na Dálném východě a v Japonsku roste taky blízce příbuzný druh Maianthemum dilatatum a mezi oběma druhy se zde vytváří přechodné typy patrně hybridního původu. V Severní Americe roste na západním pobřeží také Maianthemum dilatatum, jinde v Kanadě a SV USA pak Maianthemum canadense, který byl ve starší literatuře někdy považován za pouhou varietu pstročku dvoulistého.

## Rozšíření v Česku

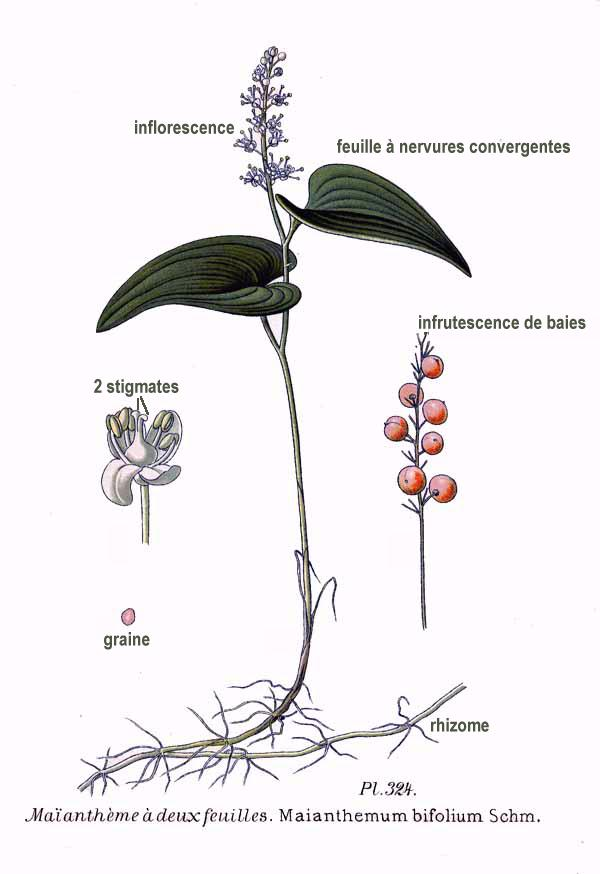
Ilustrace

Pstroček dvoulistý je hojný druh lesů od nížin do subalpínského stupně. Roste však většinou na kyselejších půdách, toleruje i kulturní smrčiny, v Krkonoších je běžný i v kleči.